# Rusizi nationalpark
Rusizi nationalpark är en liten nationalpark i Burundi, 15 kilometer norr om den tidigare huvudstaden Bujumbura, kring Ruziziflodens utlopp i Tanganyikasjön. 
I parken finns det stor möjlighet att se krokodiler, sitatunga och flodhästar samt många sorters fåglar. Naturen består till stor del av högt gräs och under regntiden kan vägarna vara mycket svårframkomliga. Nationalparken instiftades i januari 2000 och sedan den 9 maj 2007 är nationalparken uppsatt på Burundis tentativa världsarvslista.